# Procordulia smithii
Procordulia smithii là loài chuồn chuồn trong họ Corduliidae. Loài này được White mô tả khoa học đầu tiên năm 1846.